# Tephritis multiguttulata
Tephritis multiguttulata är en tvåvingeart som beskrevs av Erich Martin Hering 1953. Tephritis multiguttulata ingår i släktet Tephritis och familjen borrflugor. Inga underarter finns listade i Catalogue of Life.